# Joshua Malina

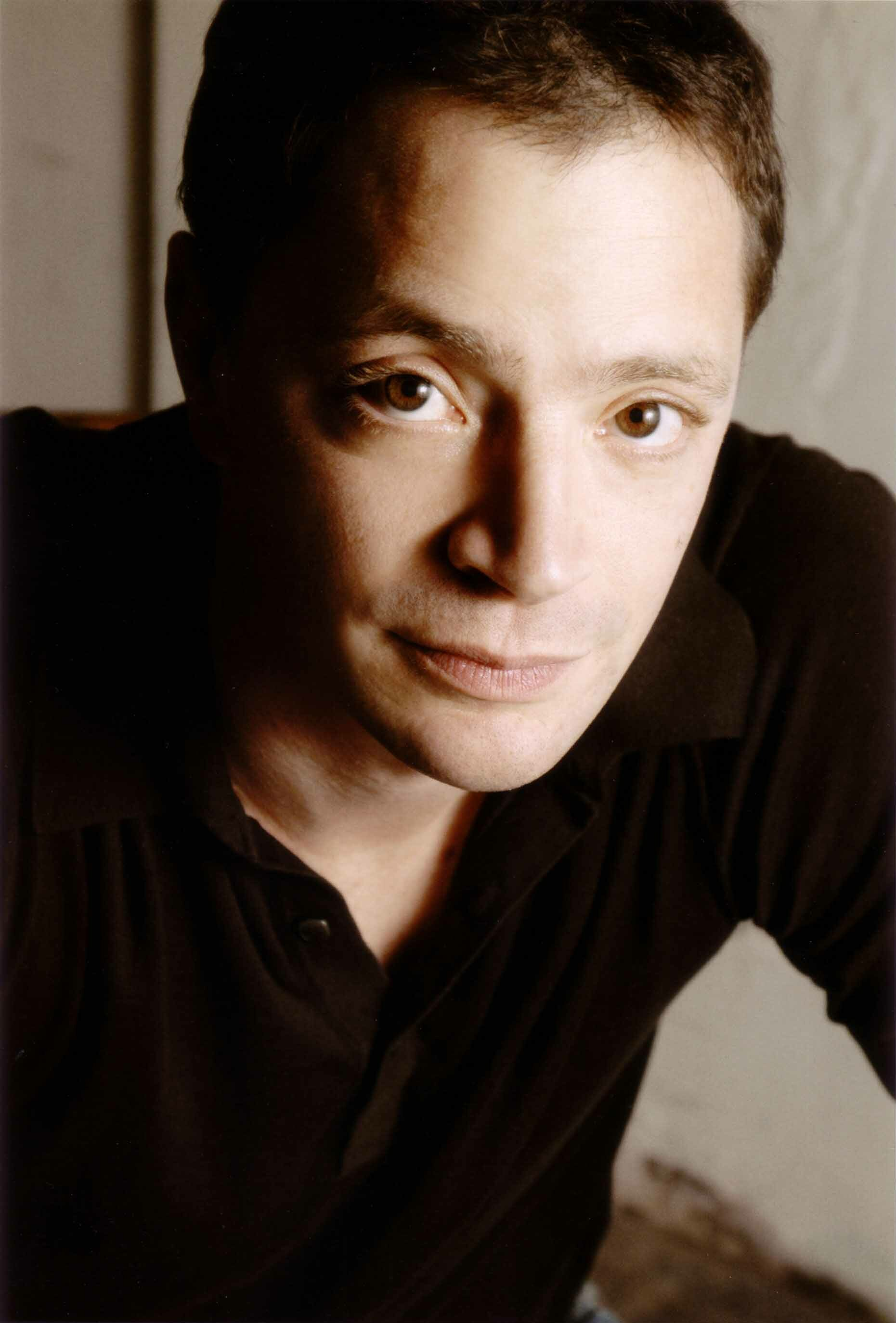
Joshua Malina (2013)

Joshua Malina (* 17. Januar 1966 in New Rochelle, New York) ist ein US-amerikanischer Schauspieler. Bekannt wurde er durch seine Rolle als Will Bailey in der Fernsehserie The West Wing – Im Zentrum der Macht.

## Leben
Malina studierte an der Yale University, die er mit einem Bachelor-Abschluss verließ. Sein erstes Engagement als Schauspieler war 1989 eine Rolle in dem Broadway-Stück Eine Frage der Ehre, dessen Autor Aaron Sorkin war. In der gleichnamigen Verfilmung von 1992 spielte er die gleiche Rolle wie in dem Stück. Malina und Sorkin arbeiteten in den folgenden Jahren häufig zusammen, so u. a. in Hallo, Mr. President (1995), Sports Night (1998–2000) und The West Wing – Im Zentrum der Macht (73 Folgen, 2002–2006). Im Jahr 2012 übernahm er eine Nebenrolle in der romantischen Komödie The First Time – Dein erstes Mal vergisst du nie!. In The Big Bang Theory spielte er in 13 Episoden (2011–2019) den Universitätspräsidenten Siebert. Während er in der ersten Staffel von Scandal eine Nebenrolle spielte, wurde er mit dem Beginn der zweiten Staffel zum Hauptdarsteller befördert.
Neben der Schauspielerei ist Malina Erfinder und Produzent der Poker-Sendung Celebrity Poker Showdown.
Er ist verheiratet und hat zwei Kinder.

## Filmografie (Auswahl)
- 1992: Eine Frage der Ehre (A Few Good Men)
- 1993: In the Line of Fire – Die zweite Chance (In the Line of Fire)
- 1994: Familiendrama in Beverly Hills – Die Geschichte der Menendez-Brüder (Menendez: A Killing in Beverly Hills)
- 1995: Hallo, Mr. President (The American President)
- 1997: Clockwatchers
- 1998: Bulworth
- 2002–2006: The West Wing – Im Zentrum der Macht (Fernsehserie, The West Wing)
- 2003: Flight Girls (View from the Top)
- 2007: Stargate – Kommando SG-1 (Fernsehserie, 1 Folge, Stargate SG-1)
- 2007: Numbers – Die Logik des Verbrechens (Fernsehserie, Numb3rs)
- 2008 Terminator the Sarah Connor Chronicles
- 2009: Psych (Fernsehserie)
- 2009: Medium – Nichts bleibt verborgen (Fernsehserie, Medium)
- 2009: Grey’s Anatomy (Fernsehserie)
- 2010: In Plain Sight – In der Schusslinie (Fernsehserie, In Plain Sight)
- 2010: Bones – Die Knochenjägerin (Fernsehserie, Bones)
- 2010: Dr. House (Fernsehserie, House, M.D.)
- 2011: Private Practice (Fernsehserie)
- 2011–2019: The Big Bang Theory (Fernsehserie, 13 Folgen)
- 2012: The First Time – Dein erstes Mal vergisst du nie! (The First Time)
- 2012–2018: Scandal (Fernsehserie, 111 Folgen)
- 2012: CSI: Miami (Fernsehserie, Folge 9x21)
- 2013: Knights of Badassdom
- 2015: Extant (Fernsehserie)
- 2019: The Good Doctor (Fernsehserie, Folgen S01E01, S03E04)
- 2021: Shameless (Fernsehserie)
- 2021: The Rookie (Folge S04E01)
- 2022: Inventing Anna (Miniserie)